# Ендрю Нікол
Ендрю Нікол (англ. Andrew Niccol, нар. 10 червня 1964, Парапарауму, Нова Зеландія) — новозеландський сценарист, режисер і продюсер, основні жанри якого — фантастика і антиутопія.

## Біографія
Ендрю Ніккол народився в місті Парапарауму (Нова Зеландія), навчався в Оклендської гімназії. У віці 21 року переїхав в Лондон, де більше десяти років займався зйомкою телевізійних рекламних роликів. Потім переїхав до Лос-Анджелеса, де дебютував у кіно з фільмом «Гаттака». Фільм отримав високі оцінки кінокритиків і безліч нагород на кінофестивалях. До цього відомий продюсер Скотт Рудін зацікавився сценарієм до фільму «Шоу Трумана», написаним Ніколом, фільм зняв австралійський режисер Пітер Вір у 1998 році. «Шоу Трумана» також отримав безліч нагород і номінацій, у тому числі номінації на «Оскар» і «Золотий глобус».
На зйомках фільму «Симона» Ендрю Нікол познайомився з канадською моделлю Рейчел Робертс, яка згодом стала його дружиною і народила двох дітей: сина Джека (нар. в 2003) і дочку Аву (нар. в 2008).

## Фільмографія
| Рік  | Українська назва | Оригінальна назва | Режисер | Сценарист | Продюсер   |
| ---- | ---------------- | ----------------- | ------- | --------- | ---------- |
| 1997 | Гаттака          | Gattaca           | Так     | Так       | Ні         |
| 1998 | Шоу Трумена      | The Truman Show   | Ні      | Так       | Так        |
| 2002 | Симона           | Simone            | Так     | Так       | Так        |
| 2004 | Термінал         | The Terminal      | Ні      | Історія   | Виконавчий |
| 2005 | Збройовий барон  | Lord of War       | Так     | Так       | Так        |
| 2011 | Час              | In Time           | Так     | Так       | Так        |
| 2013 | Гостя            | The Host          | Так     | Так       | Ні         |
| 2014 | Хороше вбивство  | Good Kill         | Так     | Так       | Так        |
| 2018 | Анон             | Anon              | Так     | Так       | Так        |
| TBA  | Я, Об'єкт        | I, Object         | Так     | Так       | Так        |
| TBA  | Збройові барони  | Lords of War      | Так     | Так       | Так        |